# Galaktické impérium
Galaktické impérium (anglicky Galactic Empire) nebo zkráceně Impérium (anglicky the Empire), později s historickým označením První Galaktické impérium (First Galactic Empire) nebo také Staré impérium (Old Empire) je jedna ze stran ve fiktivním světě Star Wars, rozsáhlý státní útvar v galaxii. Ve Star Wars představuje zápornou stranu. Galaktické impérium je nedemokraticky vedený totalitní režim, prostřednictvím kterého ovládají představitelé temné strany síly celou galaxii. Nepřítelem Galaktického impéria je Aliance rebelů, která usiluje o obnovení dřívější republiky.

## Struktura
Galaktické impérium je oficiálně konstituční monarchií (de facto absolutní monarchie), v jejíž čele císař Sheev Palpatine s pomocí všech různých autorit drží moc nad polovinou místní galaxie. Impérium až na pár výjimek vládne polovině hvězdných systémů a jakákoli vzpoura proti němu se drakonicky trestá smrtí. Hlavní páteř imperiální armády je tvořena frontovými a pořádkovými oddíly vojáků, takzvanými stormtroopery. Impérium disponuje také obrovskou vesmírnou flotilou a dosud neznámou zbraní hromadného ničení – Hvězdou smrti, obrovskou bitevní stanicí schopnou likvidovat celé planety.

## Dějiny

### Vznik Impéria (32 BBY–19 BBY)
Vlivný politik a senátor Galaktické republiky, původem z planety Naboo, Sheev Palpatine po léta korumpoval Galaktický senát, spřádal plány a intriky na jeho oslabení a vlastní uchopení moci. To vyvrcholilo v podobě konfliktu mezi bohatou Obchodní federací a planetou Naboo, díky čemuž byl r. 32 BBY zvolen nejvyšším kancléřem Galaktické republiky, to však nikdo netušil, že Palpatine je ve skutečnosti temný sithský pán Darth Sidious, který tento konflikt sám vyvolal. Původně lokální spor vedl r. 24 BBY ke vzniku separatistického státního útvaru, Konfederace nezávislých systémů, což nakonec vyústilo v rozkol mezi ní a Republikou. Rozkol vyprovokoval r. 22 BBY Klonové války, občanskou válku galaktických rozměrů mezi oběma znesvářenými stranami. Tady byli poprvé proti bitevním droidům Konfederace nasazeni klonoví vojáci. Palpatine velel jak Republice tak i tajně druhé straně, skrze svého učedníka hraběte Dooku. Po třech letech válek byly obě strany značně oslabeny, čehož Palpatine využil v senátu ke stržení moci k sobě skrze „zvláštní pravomoci“. Roku 19 BBY, těsně po porážce Konfederace, ovšem ještě během zbývajících bojů měli být podle jeho nařízení, takzvaného Rozkazu 66, všichni členové řádu Jedi zlikvidováni. Přežila jich jen malá hrstka. Aby Palpatine pronikl i do samotného chrámu Jedi, svedl pomocí mnohaleté manipulace na temnou stranu rytíře Jedi Anakina Skywalkera, který chrám s pomocí klonových vojáků vyhladil. Aby zabránil nejednotné galaxii a zahladil všechny stopy, nechal Palpatine vyvraždit zbývající vůdce separatistů a přesvědčil senát, že Jediové zradili Republiku, což dokázal obhájit i před veřejností, kvůli veřejnému mínění zaměřenému proti Jediům, jako velitelům Velké armádě republiky. Protože kvůli válce už Republika nefungovala tak jako dřív, bylo s jásotem uvítáno, když byla moc senátu přenesena na císaře a Republika reorganizována na Galaktické Impérium. Nyní Palpatine se svým učedníkem Anakinem, nyní Darth Vaderem, mohli konečně nastolit Impérium a vládu Sithů nad galaxií. Boj však ještě úplně neskončil, kromě budování Impéria bylo ještě třeba se vypořádat s hrozbou separatismu a s posledními zbytky separatistů v galaxii. K přestavbě Republiky v nově se rodící Impérium byly zapotřebí značné finanční prostředky, kvůli tomu Palpatine udeřil na Obchodní Federaci a její majetek znárodnil. Galaktický senát byl přejmenován na Imperiální senát, Galaktické město na Coruscantu bylo přejmenováno na Imperiální město, Velká armáda republiky na Imperiální armádu apod. Senát jen plnil zdání, že má rozhodovací moc, veškerou moc již však držel Palpatine a vojenští vůdci.

### Éra Impéria (19 BBY–0 BBY)
Zpočátku své existence bylo Impérium podporováno, neboť obyvatelstvo bylo přesvědčeno v nutnost nastolení míru a pořádku v galaxii. Impérium však využilo čas k posílení vlastní moci, rozšířilo se o planety, do té doby náležející Huttům, mezi nimi i Tatooine. Z dosud rovnoprávných mimozemských ras žijících v galaxii po boku lidí se stali občané druhé kategorie. Byla zahájena výstavba Hvězdy smrti, obří vesmírné bitevní stanice schopné ničit vesmírná tělesa. Darth Vader také pronásledoval poslední žijící Jedie, aby mohl být jejich řád konečně zničen. To se mu částečně podařilo – všichni Jediové zemřeli, až na poslední dva – Obi-Wana a mistra Yodu. Mezitím, různě po galaxii, začaly vznikat první povstalecké skupiny, které začaly brojit proti tyranské vládě Impéria. Císaři a jeho přisluhovačům nemohla taková situace vyhovovat a povstání tvrdě potírali. Roku 2 BBY byla oficiálně založena Aliance rebelů.

### Boje s rebely (0 BBY–4 ABY)
Darth Vader zajal princeznu Leiu, aby z ní dostal, kde je skrytá základna rebelů. Poté, co Leia odmítne vyzradit polohu základny, Vader pro výstrahu Hvězdou smrti zničí Leinu rodnou planetu Alderaan a Leiu uvězní. Obi-Wan se mezitím vydává na planetu Tatooine, kde se setkává s mladým farmářem Lukem Skywalkerem. Obi-Wan a Luke si najmou pilota Hana Sola, aby je odvezl na planetu Alderaan. Když zjistí, že planeta je zničena, letí k nedalekému tělesu. Blíže k němu zjistí, že je to Hvězda smrti. Odsud osvobodí Leiu a všichni kromě Obi-Wana uniknou. Obi-Wan se totiž pustil do souboje světelnými mečem s Darth Vaderem, aby ho zdržel a dal tak Hanovi, Lukovi a Leie čas na útěk. Obi-Wan v souboji padne. Luke se záhy přidává k rebelům a společně v Bitvě o Yavin zničí Hvězdu smrti, což Impériu zasadí silný úder, avšak Vader i Sidous přežijí.

V dalších letech Obi-Wanův duch a Yoda Lukovi pomáhají na cestě stát se Jediem. Vader obsadí planetu Bespin, kde se nachází tzv. Oblačné město. Zde se Luke od Vadera dozví, že je jeho syn. Luke ale nedokáže přijmout skutečnost, že lord Vader je ve skutečnosti jeho (rozuměj Lukův) otec Anakin, později se s tím ale vyrovná. Tou dobou Impérium začne stavět druhou Hvězdu smrti.

Roku 4 ABY je téměř dokončena druhá Hvězda Smrti. Rebelové, kteří už pro impérium nejsou jen skupinkou odbojářů, ale rovnocenným soupeřem, zaútočí na Hvězdu smrti. Na planetě Endor se odehraje bitva mez rebely a Impériem, zatímco na Hvězdě smrti se Luke utkává s Vaderem. Vader se během souboje se synem odvrátí od zla a císaře Palpatina shodí do šachty, čímž ho zabije. Palpatine ho však ještě stihne ranit a Vader umírá, už ale jako Anakin. Rebelové pak zničí druhou Hvězdu smrti, podobně jako tu první.
V celé galaxii se oslavuje vítězství nad Impériem. Zničením Druhé Hvězdy smrti Impérium utrpělo silnou porážku, neboť se zde nacházela většina jeho vojska a flotily, navíc přišlo o své vrchní velitele. I přes to se ale ještě v galaxii udržely pozůstatky Impéria.

### Úpadek a zánik Impéria (4 ABY–5 ABY)
Po prohrané Bitvě o Endor se octlo Impérium v troskách – většina vojáků a velitelů padla, ústřední základny a stanice (např. Hvězda Smrti) byly zničeny a hlavní město obsadili Povstalci. Přesto se ho ale ještě někteří jeho přívrženci pokusili postavit na nohy. Roku 4 ABY oficiálně vzniká Nová republika, která se ještě aktivněji zapojuje do boje proti Impériu. Povstalci vyhrávají jednu bitvu za druhou včetně osvobození Coruscantu a moc Impéria se pomalu hroutí. V Coruscantu Impérium ztratilo svou nejdůležitější oporu. Roku 5 ABY došlo mezi Novou republikou a Starým impériem (či spíš toho, co z něj zbylo) k mírové dohodě a ukončení občanské války, díky tomu mohlo v galaxii znovu nastat období míru. 

### Odkaz
O dvě desetiletí později vznikla z Imperiálního pozůstatku nová militaristická organizace zvaná První řád vedená nejvyšším vůdcem Snokem, ten sloužil jen jako loutka samotného Palpatina (ten během své smrti dokázal pomocí temné strany Síly přenést své vědomí do svého klonovaného těla) Rozhodující roli zde měli také někteří důstojníci zaniklého Impéria. První řád rozpoutal proti Nové republice další konflikt.  

#### Legendy
O tom, co se během existence Impéria a po jeho zániku dělo, hovoří jinak kánon a jinak legendy. Podle literatury řazené do legend se po zániku Impéria nesourodé a někdy i vzájemně soupeřící pozůstatky sjednotily v nové Felovo impérium, které se později rozpadlo do dvou menších samostatných částí, Darth Kraytovo Galaktické impérium a Impérium v exilu.